# Felix Magath
Wolfgang-Felix Magath (* 26. července 1953 Aschaffenburg) je bývalý německý fotbalista a nyní fotbalový trenér. Naposledy vedl v sezóně 2016/2017 čínský prvoligový klub Shandong Luneng Taishan.

## Osobní život
Magath je syn bývalého amerického vojáka portorického původu a německé matky. Oba se od otce odloučili, jelikož se vrátil do své rodné vlasti. Dospívající Magath se o svém otci dozvěděl v 15 letech, když mu napsal dopis. V roce 1999 Felix Magath navštívil Portoriko a poprvé se s otcem setkal osobně. Od té doby se začali setkávat pravidelně dvakrát ročně.

## Hráčská kariéra
Narodil se blízko města Aschaffenburg a fotbal začal hrát v místním klubu Viktoria . V roce 1974 přestoupil do tehdy druholigového klubu 1. FC Saarbrücken a v roce 1976 do prvoligového Hamburku.

V tomto týmu strávil celých 10 sezon a od debutu v roce 1976 do ukončení hráčské kariéry (1986) zaznamenal ve 306 zápasech 46 branek.
V roce 1983 se klub z Hamburku dostal do finále Poháru mistrů evropských zemí. V zápase proti Juventusu Magath vsítil jediný gól a jeho tým mohl slavit historický úspěch.
Magath také úspěšně reprezentoval reprezentaci Západního Německa. Debutoval 30. dubna 1977 v přátelském zápase s Jugoslávií (2:1). Byl členem vítězného celku Mistrovství Evropy 1980. Zahrál si na dvou světových šampionátech (1982 a 1986). V obou ročnících se svým týmem vybojoval druhé místo. Celkem za svého působení v reprezentaci odehrál 43 zápasů a vstřelil v nich 3 branky.
V anketě Zlatý míč, která hledala nejlepšího fotbalistu Evropy, se roku 1983 umístil na pátém místě.

## Trenérská kariéra
Magath začal trénovat v říjnu 1995 svůj bývalý klub Hamburger SV. Po skončení sezony 1996/97 byl ale vyhozen. Vzápětí usedl na lavičku Norimberku, ale ani tam nevydržel déle než jeden rok. Totéž se mu stalo i ve Werderu Brémy kde po sezoně 1998/99 skončil a byl opět volný.
V roce 1999 se Magath stal novým trenérem Eintrachtu Frankfurt a vydržel tam až do roku 2001, kdy ho angažoval prvoligový tým VfB Stuttgart. Tam strávil tři sezony a povedlo se mu vyhrát Pohár Intertoto 2002.
1. července 2004 začal trénovat slavný Bayern Mnichov. Svůj tým dovedl v ročníku 2004/05 jak k vítězství v poháru, tak v Bundeslize. Totéž se mu povedlo i v následujícím ročníku 2005/06. Po nepodařené sezoně 2006/07, kdy se Bayern umístil na čtvrtém místě, byl Magath vyhozen a 31. ledna 2007 podepsal smlouvu s VfL Wolfsburg.
S "Vlky" došel v sezoně 2008/09 až do finále Poháru UEFA, kde jeho tým prohrál s Šachtarem Doněck 2:1 po prodloužení. V lize skončil Wolfsburg na prvním místě a poprvé v historii klubu se kvalifikoval do Ligy mistrů.
Před sezonou 2009/10 se Magath dohodl na čtyřleté smlouvě s FC Schalke 04. S týmem se mu sice podařilo postoupit do čtvrtfinále ligy mistrů, ale kvůli špatným výsledkům v lize po vzájemné dohodě s vedením klubu odešel a po dvou letech se vrátil do Wolfsburgu.
Před sezonou 2011/2012 i v jejím průběhu se tým velice proměnil a přišlo mnoho nových hráčů, mezi nimi i Petr Jiráček a Václav Pilař. Wolfsburg nakonec skončil na osmém místě ligové tabulky. Magath s klubem pak podepsal novou smlouvu až do roku 2015 , ale v říjnu 2012 byl odvolán.

## Trenérská pověst
Jako manažer získal Magath rychle respekt a stal se dobře známým pro své tvrdé tréninkové metody. Klade velký důraz na disciplínu, a kondici. Hráči mu dávají přezdívky jako "Saddám" (Saddám Husajn) nebo "Quälix" – mix jeho křestního jména Felix a německého slovesa "quälen" (mučení).

## Úspěchy

### Hráčské úspěchy
- 1977  Pohár vítězů pohárů 1976/77 (Hamburger SV)
- 1977  Superpohár UEFA 1977 (Hamburger SV)
- 1979  Německá fotbalová bundesliga 1978/79 (Hamburger SV)
- 1980  Mistrovství Evropy 1980 (Německo)
- 1982  Německá fotbalová bundesliga 1981/82 (Hamburger SV)
- 1983  Německá fotbalová bundesliga 1982/83 (Hamburger SV)
- 1982  Pohár UEFA 1981/82 (Hamburger SV)
- 1983  Pohár mistrů evropských zemí 1982/83 (Hamburger SV)
- 1983  Superpohár UEFA 1983 (Hamburger SV)

### Trenérské úspěchy
- 2002  Pohár Intertoto 2002 (VfB Stuttgart)
- 2005  Německá fotbalová bundesliga 2004/05 (FC Bayern Mnichov)
- 2005  DFB-Pokal 2004/05 (FC Bayern Mnichov)
- 2006  Německá fotbalová bundesliga 2005/06 (FC Bayern Mnichov)
- 2006  DFB-Pokal 2005/06 (FC Bayern Mnichov)
- 2009  Německá fotbalová bundesliga 2008/09 (VfL Wolfsburg)